# دادزن
دادزَن کسی است که برای کسب و کار دیگران از طریق داد زدن جلب مشتری می‌کند. دادزنی از شیوه‌های تبلیغات محسوب می‌شود و عموماً در محل‌های شلوغ مانند بازارها و مراکز خرید، بازارهای روز و محل اجتماع دستفروش‌ها دیده می‌شود. دادزن باید بتواند با صدای بلند به گونه‌ای تبلیغ کند که در فضای شلوغ محل رفت‌وآمد مردم، صدا و موضوعی که تبلیغ می‌کند به گوش عابران برسد.

## رابطه دادزنی و دستفروشی
دستفروش‌ها نیز برای جلب توجه عابران معمولاً با صدای بلند به تبلیغ کالاهای عرضه شده می‌پردازند. فرق دادزن و دستفروش در این است که دادزن اولاً برای تبلیغ کالای دیگران استخدام می‌شود و در ثانی نقش وی در جذب مخاطب و کشاندن آنها به محل فروش است اما فروش کالاها یا انجام خدمات تبلیغ شده بر عهده کس دیگری است. دستفروش معمولاً در کنار کالای خود قرار دارد و کالای خود را تبلیغ می‌کند. ممکن است محلی که دادزن برای تبلیغ انتخاب می‌کند از مغازه یا محل عرضه کالا یا خدمات مورد نظر کمی فاصله داشته باشد.

## دادزنی در ایران
شغل دادزنی در شهرهای بزرگ و محل‌های خرید رواج دارد. در تهران، مشاغلی مانند کتابفروشی‌ها در خیابان انقلاب و برخی رستورانها و فست فودها از دادزن‌ها برای جلب مخاطبان استفاده می‌کنند. حقوق دادزن‌ها در مشهد روزانه ۳۰ تا ۱۰۰ هزار تومان برآورد شده است.

## دادزنی و سلامتی
و 100 درصد از صبح تا غروب داد زدن برای سلامتی حنجره انسان و تارهای صوتی ضرر دارد. بهتر هست از روش های دیگر برای جلب توجه عابرین استفاده کرد. مانند: موزیک، رقص نور، بنرهای زیبا که مدام تغییر کنند، تغییر چیدمان محل فروش هرچند وقت یکبار و ...